# Gabiley

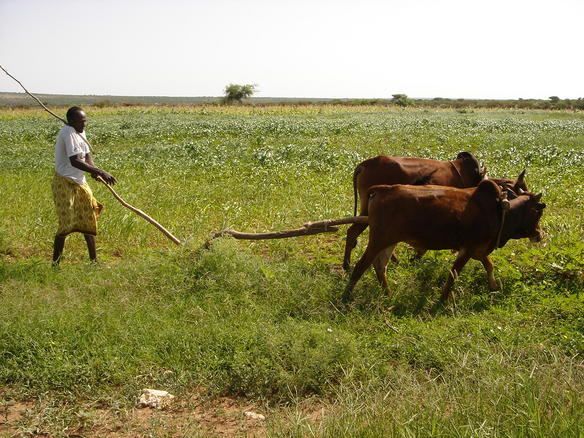
Fazenda próxima a Gabiley

Gabiley (somali:  Gabileh, em árabe: غابيلي) a segunda principal cidade, após Hargeisa, da região de Maroodi Jeex, Somalilândia, uma república auto-proclamada independente da Somália em 1991. A cidade está localizada 54 km a oeste de Hargueisa. Gabiley é a capital do distrito de Gabiley.
A cidade é conhecida por sua agricultura e agroindústria, responsável pela maior parte da produção do país.
- Latitude: 9° 42' 00" Norte
- Longitude: 43° 38' 00 Leste
- Altitude: 1.455  metros